# Vision de Chogyur Dechen Lingpa
Vision de Chogyur Dechen Lingpa est une thangka de 1856 représentant une vision de Chogyur Lingpa figurant 14 karmapas s'étant succédé, dont le 14e karmapa alors en activité, et 7 karmapas à venir. La prophétie s'arrête au 21e et dernier karmapa. Le thangka, dans une collection privée, a été photographié pour un ouvrage sur le sujet intitulé Karmapa: The Sacred Prophecy et publié par Kagyu Thubten Choling à New York.

## Contexte
Lors d'une visite en 1856 du tertön Chogyur Dechen Lingpa au monastère de Karma Gön, Guru Rinpoché lui apparut en vision. Dans celle-ci, Guru Rinpoché donne un enseignement, chevauchant un lion des neiges blanc, entouré de 21 manifestations du karmapa. En plus des 14 incarnations s'étant succédé jusqu'à l'époque de Chogyur Lingpa, 7 autres incarnations suivantes lui sont apparues. Les paramètres les entourant furent considérés comme des indications prophétiques sur leurs activités à l'avenir. Cette vision correspond à un terma de Guru Rinpoché.
Chogyur Dechen Lingpa a décrit sa vision à Karmai Khenchen Rinchen Tarjay, abbé du monastère de Karma, qui a demandé à des artistes de la représenter en peinture murale du monastère, tandis qu'il l'a figuré sur un thangka. Des disciples de Chogyur Lingpa ont consigné la description de leur maître par écrit.

## Description
Il s'agit d'un thangka tibétain du XIXe siècle.

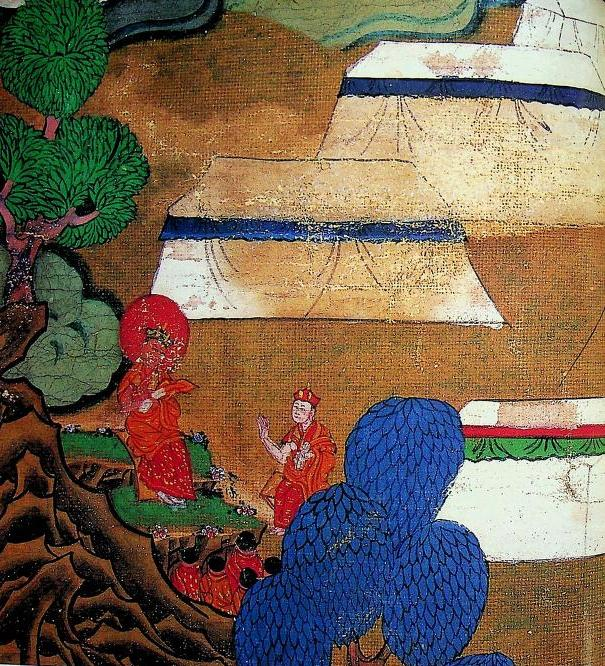
Détail du thangka figurant le 17e karmapa sous un arbre luxuriant en présence de Tai Sitou.

Au centre, assis sur un lion des neiges blanc, Guru Rinpoché est figuré donnant un enseignement sur les différentes manifestations du Bouddha.
Les 14 karmapas précédents sont représentés en arrière-plan, 7 à droite, et 7 à gauche.
Les 7 karmapas suivants sont au premier plan.
À droite, le 15e karmapa est figuré en rouge, portant la coiffe noire, il revêt la tunique et la ceinture des pratiquants du yoga de la chaleur interne (toumo).
À gauche, le 16e karmapa est représenté avec son tuteur au rez-de-chaussée d'un temple, dont l'étage supérieur comporte une statue du Bouddha.
Le 17e karmapa est figuré assis sous un arbre touffu avec Tai Sitou.
Le 18e karmapa est représenté au premier plan, au sein d'un campement de tentes, entouré de nombreux disciples.
Le 19e karmapa est à droite, figuré assis dans un bateau sur la mer.
Le 20e karmapa est représenté assis sous un arbre luxuriant.
Le 21e karmapa est peint dans l'angle droit, assis dans un palanquin accompagné de moines.

## Analyse
La représentation du 15e karmapa correspond aux indications de Chogyur Lingpa selon lesquelles ce karmapa réaliserait les accomplissements du yoga du toumo et de l'union de la félicité et de shunyata, signifiés par la couleur rouge. Ce karmapa eut en effet pour parèdres des épouses spirituelles.
La représentation du 16e karmapa correspond au respect de ce karmapa pour la voie monastique du Bouddha Siddhartha Gautama dont il est sous la protection.
Pour la représentation du 17e karmapa, le paysage ne ressemble pas aux montagnes rocheuses entourant Tsourphou, mais évoque plutôt les contreforts de l'Himalaya où Orgyen Trinley Dorje s'est échappé en 2000.
La représentation du 18e karmapa indique un accroissement de ses disciples et de son activité.
La représentation du 19e karmapa montre qu'il voyagera vers l'est sur l'océan.
La représentation du 20e karmapa indique qu'il pratiquera selon les 12 principes de la simplicité, se concentrant sur la méditation.
La représentation du 21e karmapa signifie que ses voyages seront nombreux, et qu'il sera partout vénéré.
La vision prophétique de Chogyur Lingpa s'arrête au 21e et dernier karmapa.
Plusieurs auteurs, dont Chang Rinpoché et Situ Panchen, ont écrit que le karmapa sera un Bouddha, qui ayant atteint l'éveil sort du cycle des réincarnations. Il s'agirait du 6e Bouddha , appelé le Lion (Simha), qui succédera au 5e Bouddha Maitreya.
Cela pourrait aussi correspondre avec la fin du monde.